# بازل ۲۰۳۳
سیارک بازل ۲۰۳۳ (به انگلیسی: 2033 Basilea، نامگذاری:1973CA) یک سیارک سنگی از نواحی داخلی کمربند سیارک‌ها با قطر تقریباً ۶ کیلومتر است. این سیارک در ۶ فوریه ۱۹۷۳ توسط پل وایلد، ستاره‌شناس سوئیسی در رصدخانه زیمروالد در سوئیس کشف شد. این سیارک به نام شهر بازل سوئیس نامگذاری شد. این سیارک دو هزار و سی و سومین سیارک کشف شده‌است که در ۶ فوریه ۱۹۷۳ کشف شد. قدر مطلق این سیارک برابر ۱۳٫۲۰ است.

## مدار
سیارک بازل در کمربند اصلی داخلی در فاصله ۲ تا ۲٫۵ واحد نجومی هر ۳ سال و ۴ ماه یک بار (هر ۱۲۱۲ روز) به دور خورشید می‌چرخد. مدار آن نسبت به دایرةالبروج دارای خروج از مرکز ۰٫۱۱ و میل ۸ درجه است.